# Pedro Pelágio
Pedro Henrique Rocha Pelágio, noto semplicemente come Pedro Pelágio (Funchal, 21 aprile 2000), è un calciatore portoghese, centrocampista del Chaves.

## Caratteristiche tecniche
È un centrocampista centrale.

## Carriera

### Club
Cresciuto nel settore giovanile del Marítimo, ha esordito in prima squadra il 29 dicembre 2018 disputando l'incontro di Taça da Liga perso 1-0 contro l'Estoril Praia.

### Nazionale
Ha giocato nelle nazionali giovanili portoghesi Under-19 ed Under-20.